# Лещишин Богдан Григорович
Богда́н Григо́рович Лещи́шин (25 жовтня 1982, с. Дусанів, Львівська область, Українська РСР — 12 березня 2022, м. Гостомель, Київська область) — український військовослужбовець, підполковник Національної гвардії України, начальник служби охорони праці 4 БрОП, учасник російсько-української війни, що загинув у ході російського вторгнення в Україну. Герой України (25 квітня 2022, посмертно).

## Життєпис
Богдан Лещишин народився 25 жовтня 1982 року в селі Дусанові на Львівщині.
Закінчив Військовий інститут внутрішніх військ МВС України (2005, спеціальність — автомобілі та автомобільне господарство). Проходив службу в 1-му полку охорони особливо важливих державних об'єктів (м. Дніпро), Навчальному центрі ВВ (2010—2018, м. Золочів), начальником служби охорони праці (2018—2022) 4-ї бригади оперативного призначення імені Героя України сержанта Сергія Михальчука Національної гвардії України.
Брав участь в боях в зоні АТО.
Коли о 5-й годині 24 лютого 2022 року російські окупаційні війська піддали Гостомель ракетно-бомбовим ударам і почали висадку повітряного десанту у міжнародному вантажному аеропорту «Антонов», особовий склад бригади, що лишився на її базі, зокрема й підполковник Лещишин, мужньо відбивав атаки ворога. 12 березня Богдан Лещишин очолив бронегрупу бригади, яка мала діяти спільно з підрозділами 72-ї окремої механізованої бригади імені Чорних Запорожців ЗСУ, що висувалися у напрямку населеного пункту Гути-Межигірської Вишгородського району. Отримали звичне для фронтового часу бойове завдання — з'єднатися, закріпитися на вказаному рубежі, розгорнути взводні опорні пункти та не пропускати ворога далі.
Під час руху колони противник здійснив спробу прориву лінії оборони шляхом масованого артилерійського обстрілу із залученням трьох танків, п'яти бойових машин піхоти та близько роти живої сили. Підполковник Лещишин вирішив ввести ворога в оману. Змінивши маршрут руху, він визначив своїм підлеглим зручні вогневі позиції, аби забезпечити прикриття основних колон 72-ї бригади і дати збройну відсіч противнику. Вже у перші хвилини бою було знищено три російські БМП та близько взводу піхоти. Визначивши місцеперебування гвардійців, окупанти відкрили вогонь у відповідь. Підполковник Лещишин дістав осколкове поранення стегна, але відмовився від евакуації та далі командував підрозділом.
В умовах складної бойової обстановки, попри біль і крововтрату, командир зміг визначити та проаналізувати напрямок руху основних сил противника та окреслити безпечні шляхи відходу підрозділам ЗСУ. У цей час ворожий снаряд поцілив по позиціях гвардійців, Богдан Григорович дістав акубаротравму, проте й далі керував своїм загоном та коригував вогонь підлеглих. Відчайдушний спротив жменьки сміливців неабияк розлютив рашистів — незабаром позиції гостомельських гвардійців накрили залпи ворожих «Градів». Підполковник Лещишин, зазнавши нових поранень, з останніх сил намагався визначити координати розміщення сил та засобів ворога та передати їх старшому начальникові для ураження вогнем суміжних підрозділів артилерії. На жаль, його поранення були надто тяжкими. Загинув 12 березня 2022 року на полі бою.
24 березня 2022 року похований у родинному селі Дусанів Львівського району Львівської області.
Залишилися дружина й донька.

## Нагороди
- звання «Герой України» з удостоєнням ордена «Золота Зірка» (25 квітня 2022, посмертно) — за особисту мужність і героїзм, виявлені у захисті державного суверенітету та територіальної цілісності України, вірність військовій присязі[2].